# Université de Floride
 (mai 2019).
Si vous disposez d'ouvrages ou d'articles de référence ou si vous connaissez des sites web de qualité traitant du thème abordé ici, merci de compléter l'article en donnant les références utiles à sa vérifiabilité et en les liant à la section « Notes et références ».
L'université de Floride (en anglais : University of Florida ou UF) est une université américaine publique fondée officiellement en 1853 et située à Gainesville en Floride. C'est un établissement land grant, c’est-à-dire bénéficiant d'un financement du gouvernement américain. 
À l'heure actuelle, UF est l'une des universités américaines les plus prestigieuses. Selon le Classement académique des universités mondiales elle est la numéro 53 (ce classement, en anglais Academic Ranking of World Universities, est établi par des chercheurs de l'université Jiao-tong de Shanghai). 
En 2006, elle était la quatrième plus grande université des États-Unis, avec 49 693 étudiants. Elle était également dotée du huitième budget le plus important (presque 1,9 milliard de dollars par an). C'est, en termes de classement, la seizième université publique des États-Unis et la cinquantième université des États-Unis en général.
L’université de Floride est réputée pour ses équipes sportives, les Florida Gators, qui se classent régulièrement parmi les premières du pays.

## Réputation académique

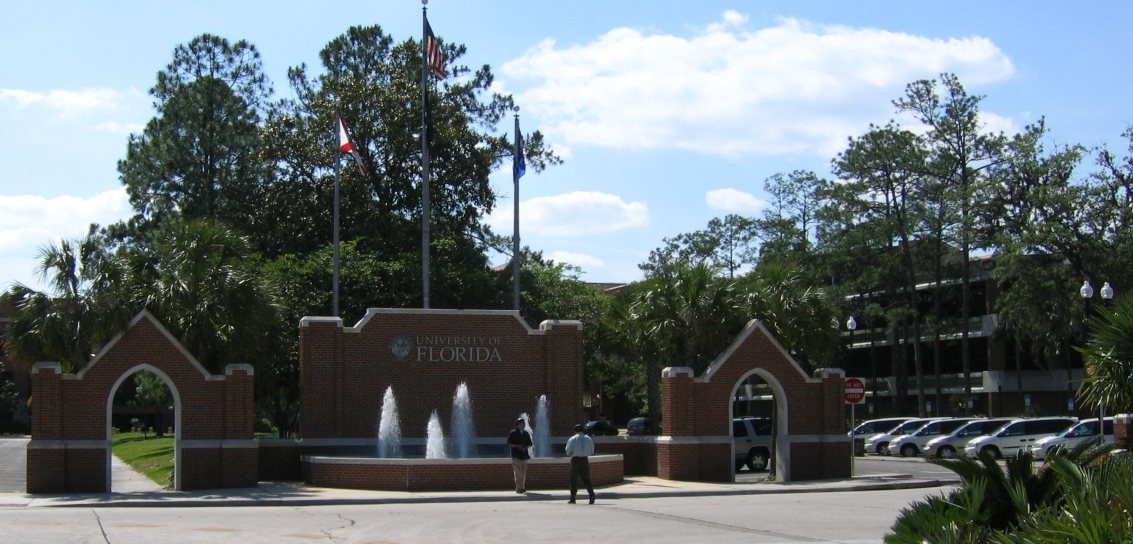
Université de Floride.

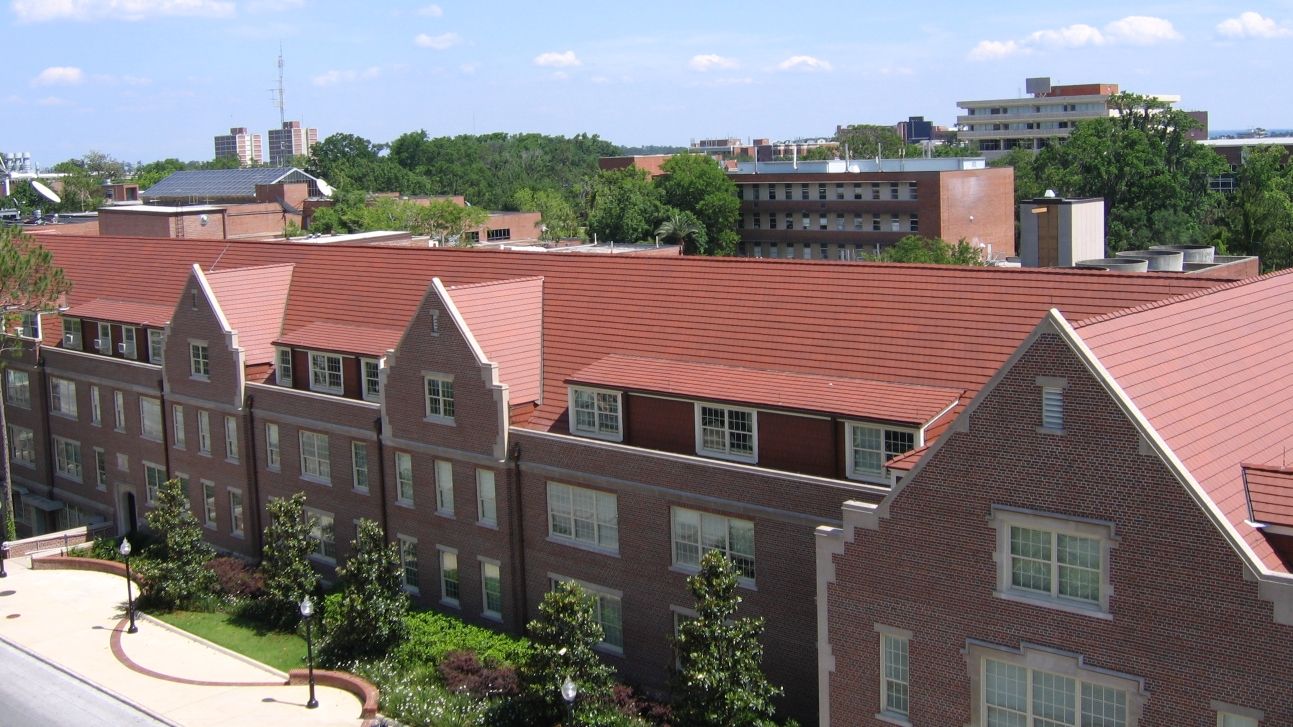
Vue du campus à partir du stade.

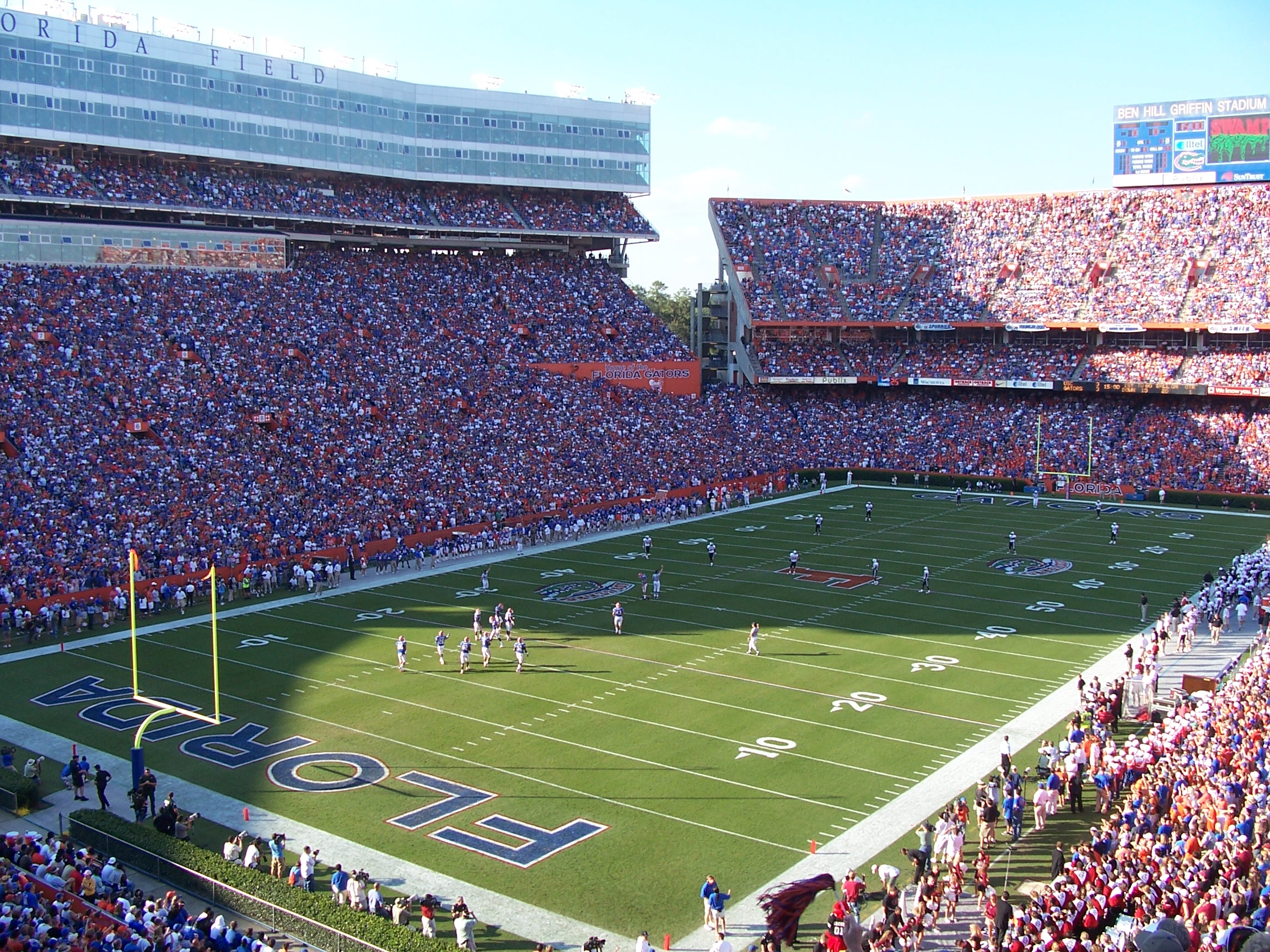
Le stade aux couleurs de l'université.

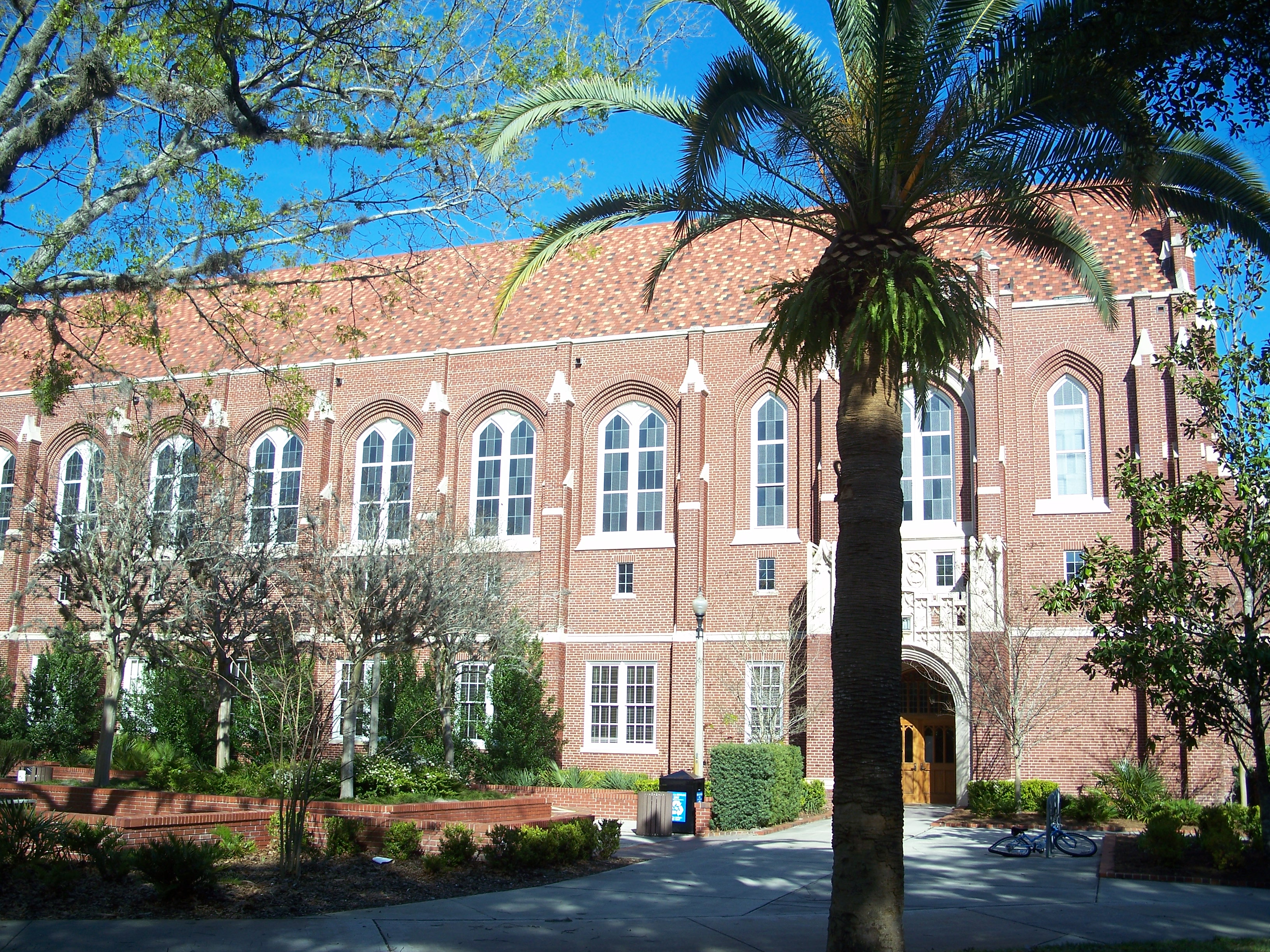
Bibliothèque.

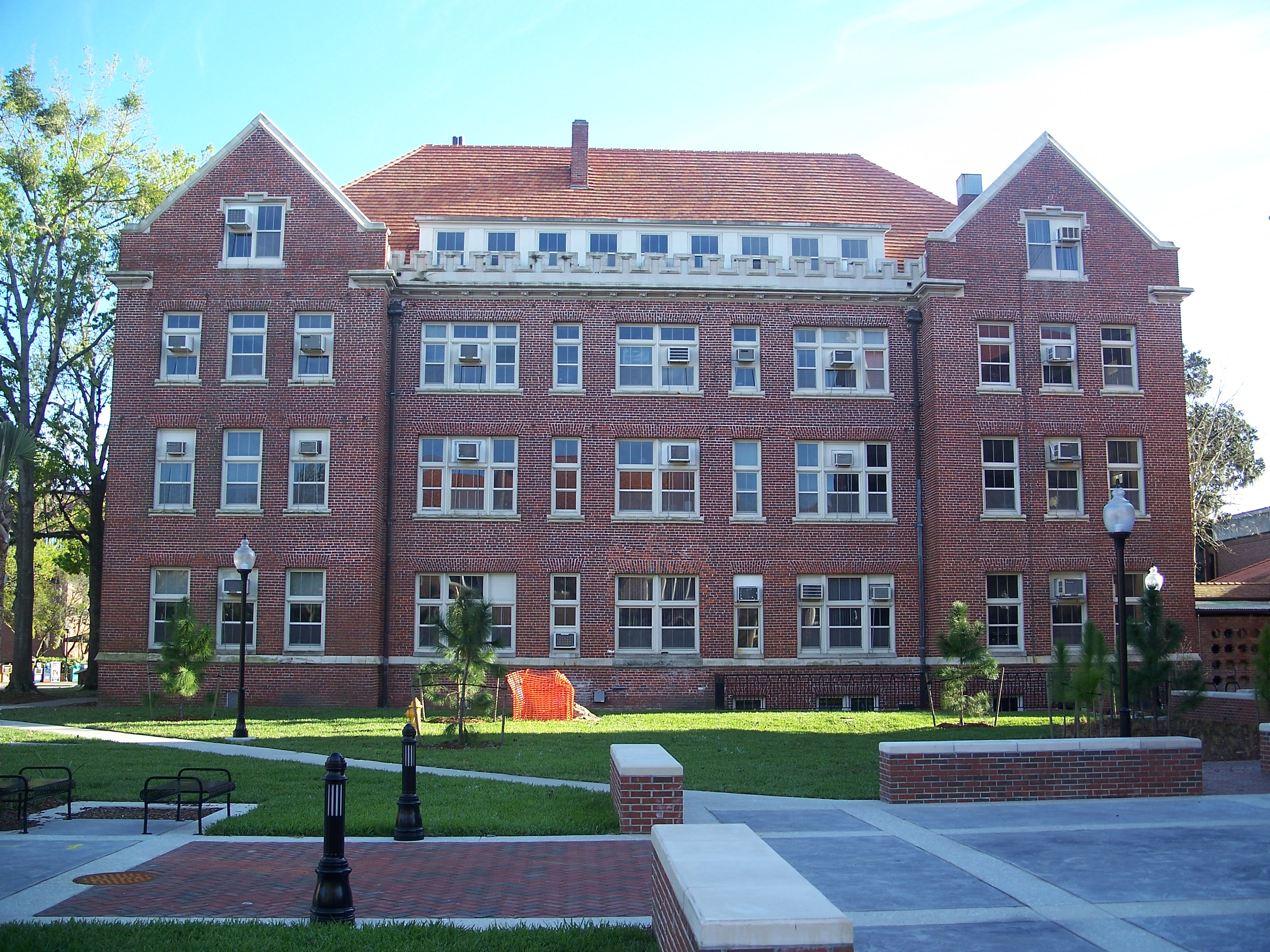
Newell Hall.

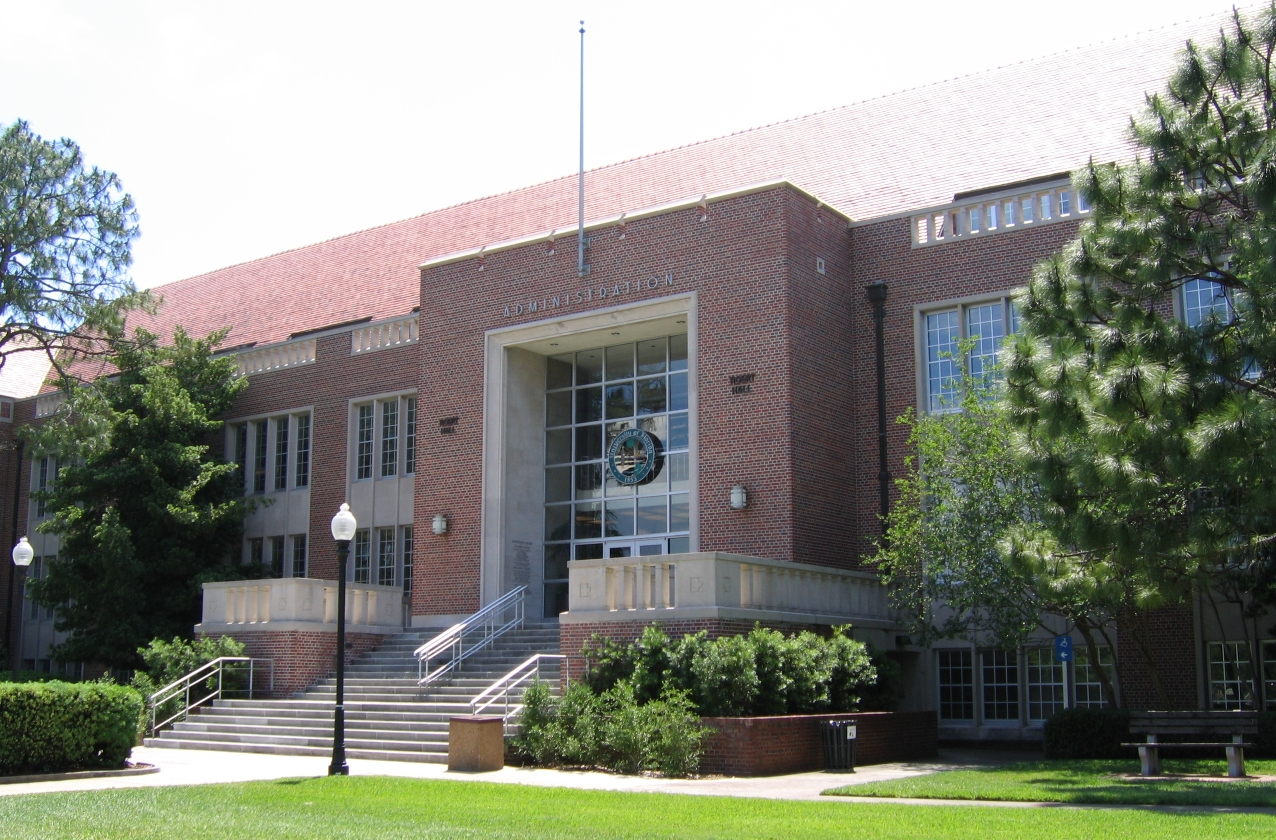
Tigert Hall.

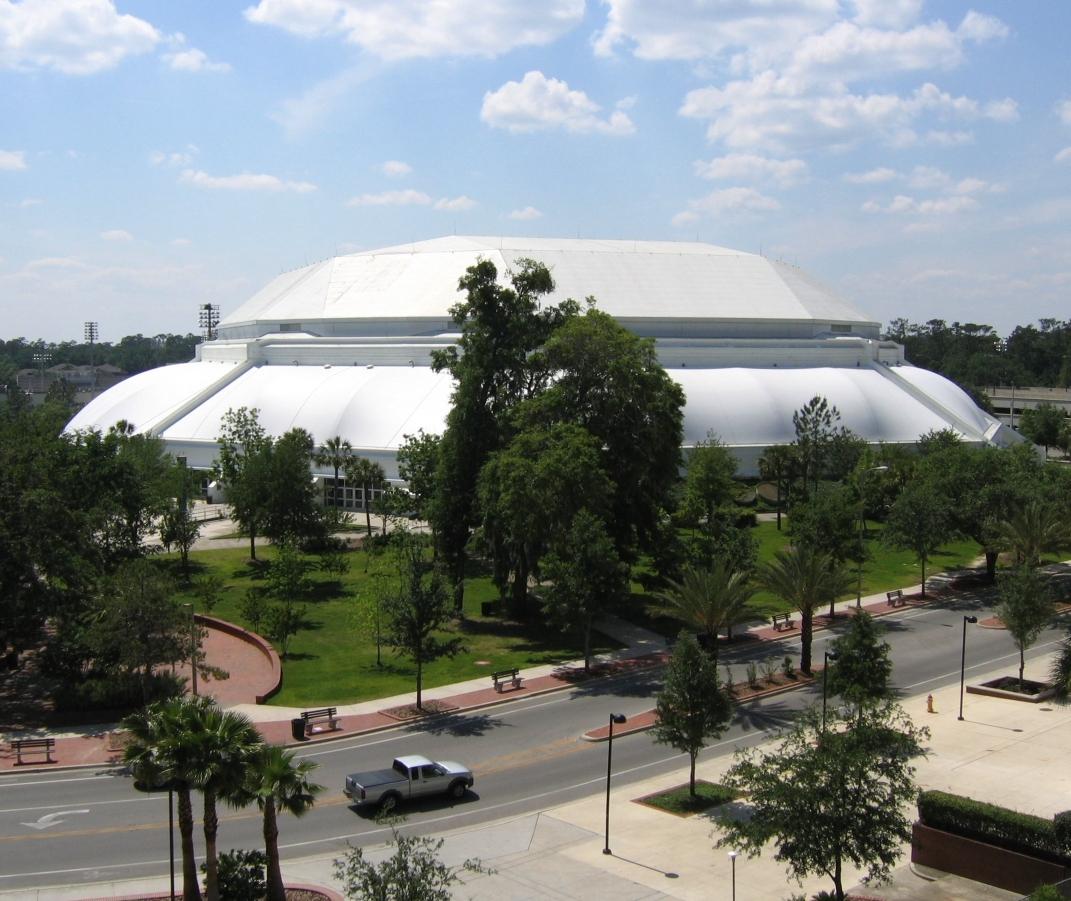
O'Connell Center.

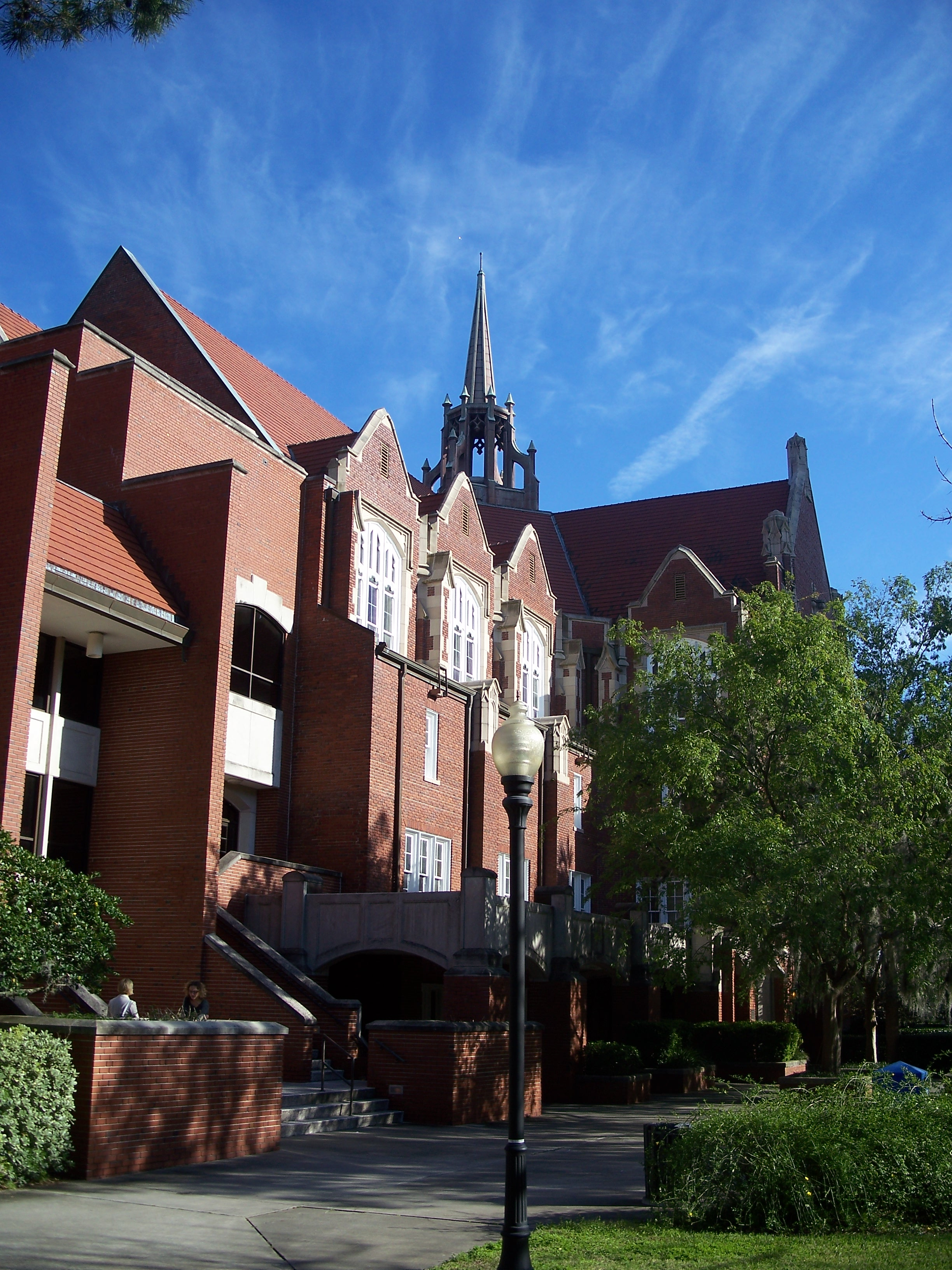
L'auditorium.

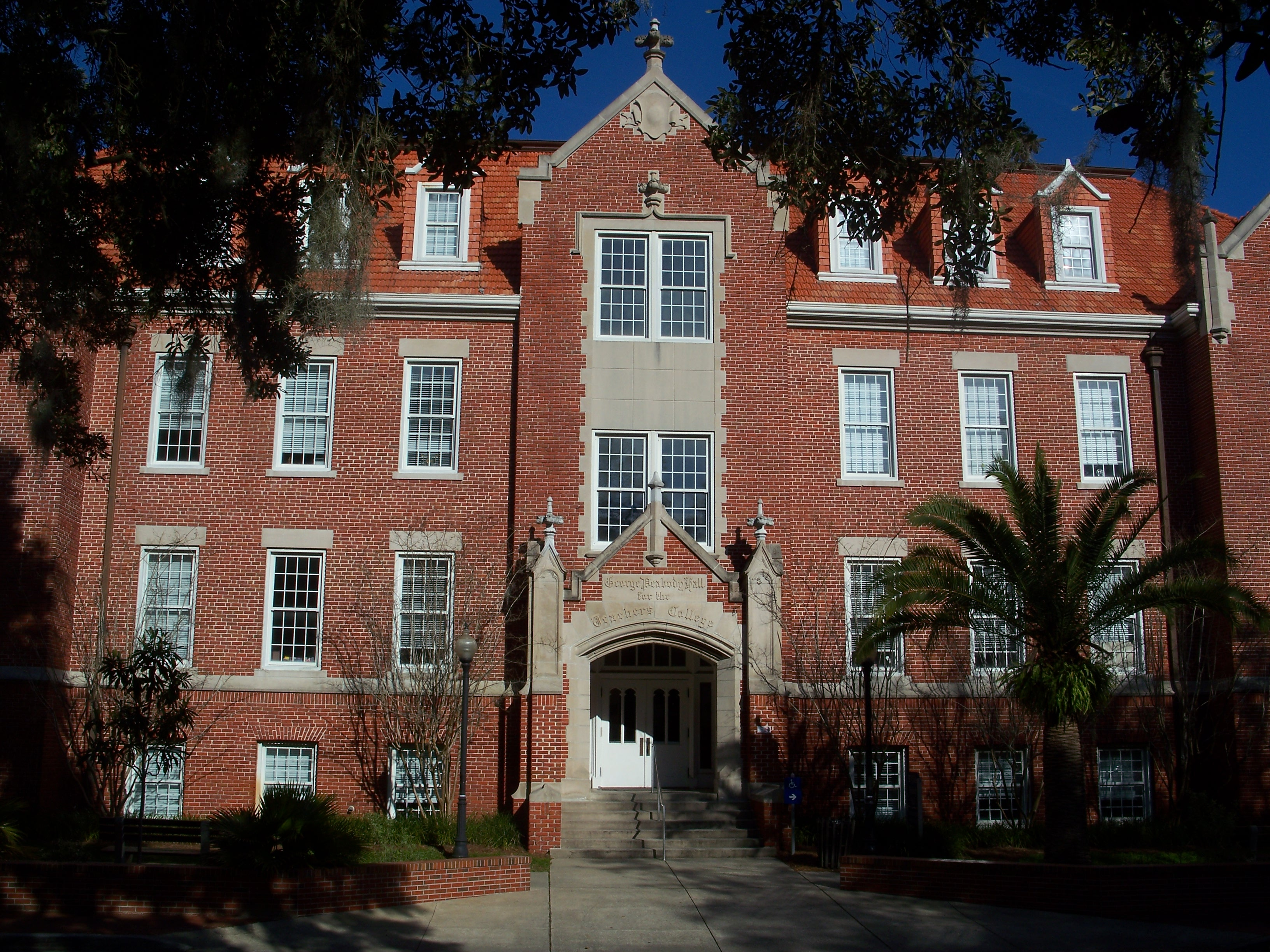
Peabody Hall.

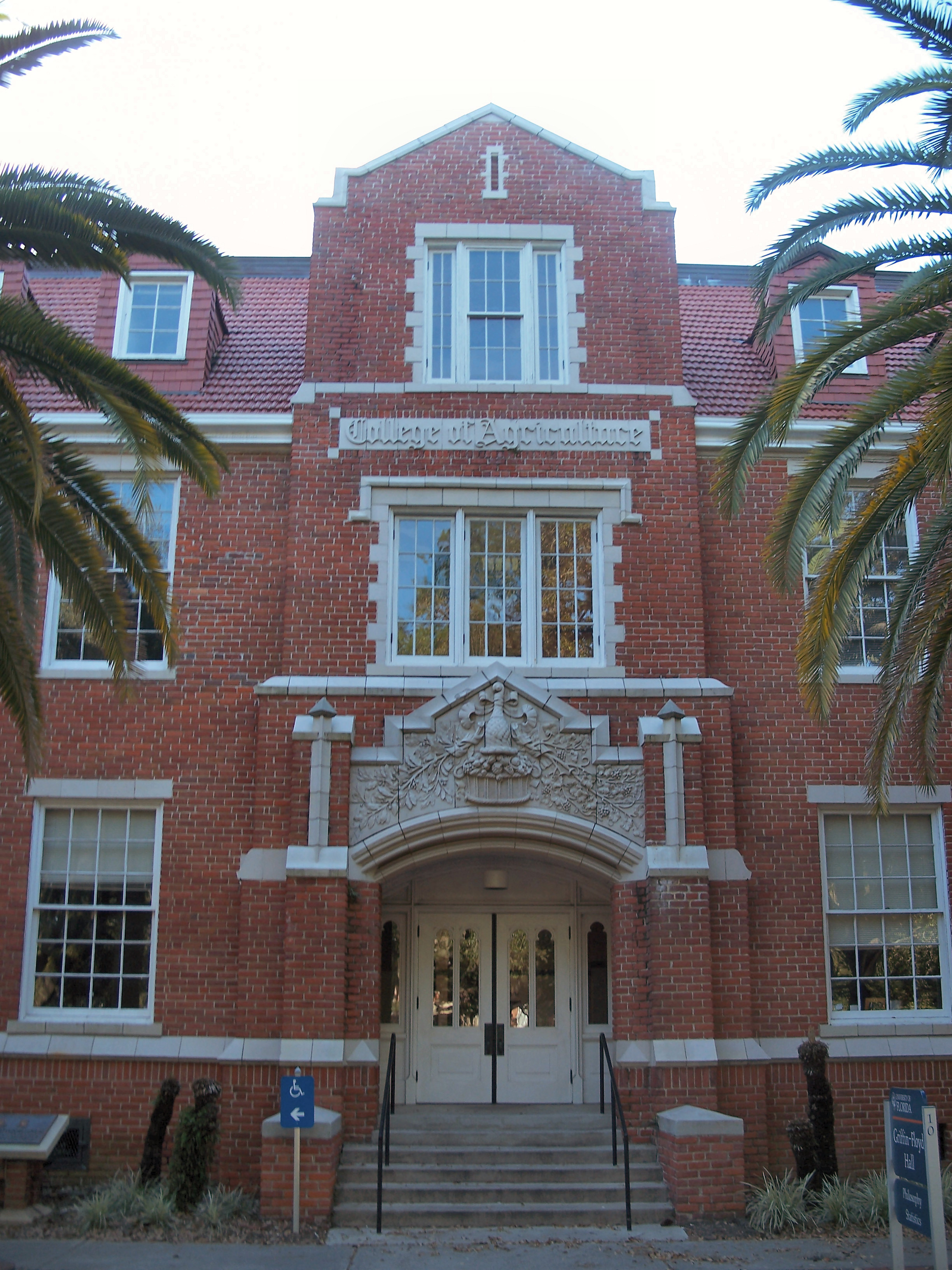
Floyd Hall.

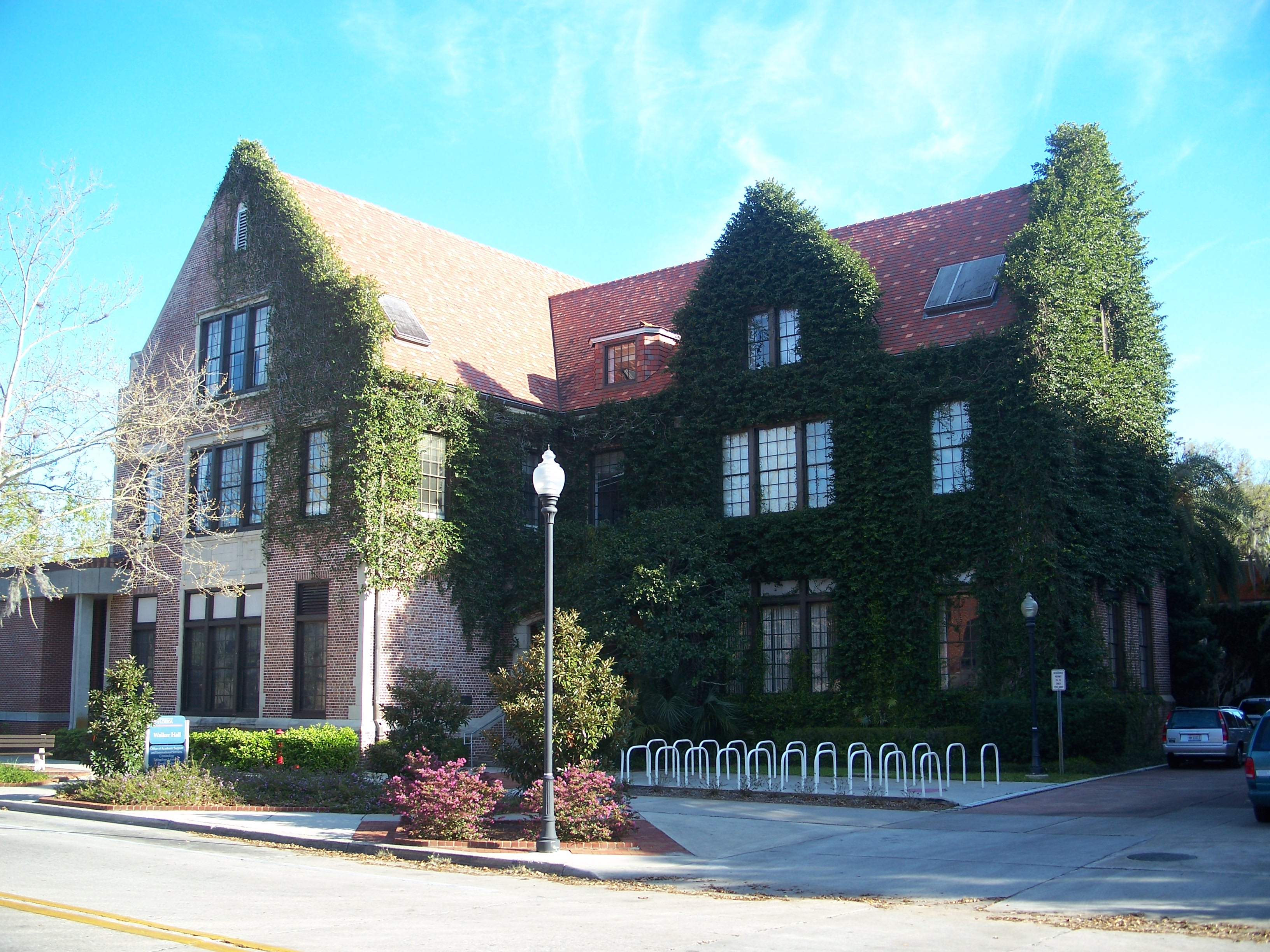
Walker Hall.

Selon les trois plus importants systèmes d'évaluation des universités, l'université de Floride est classée :
- 47e sur 248 dans le classement des universités nationales américaines, réalisé par U.S. News and World Report[1] ;
- 53e sur 500 dans le classement des meilleures universités mondiales, selon l'université Jiao Tong de Shanghai[2] ;
- 37e sur 3 400 dans le classement des meilleures universités mondiales, selon le Washington Monthly[3].

## Historique
L'université telle qu'elle existe aujourd'hui fut créée par la loi Buckman (Buckman Act) le 5 juin 1905. La loi coupa les crédits de quatre institutions déjà existantes pour les regrouper sous contrôle de l'état et en faire l'université de l’État de Floride (University of the State of Florida). Le 6 juillet suivant, la ville de Gainesville fut choisie comme site du futur campus, et les cours commencèrent le 26 septembre de la même année.
En 1935, il fut décidé que la date de création de l'Université était 1853, date de fondation de la plus vieille des quatre institutions dont elle était issue (l'East Florida Seminary).
L'université de Floride fut établie comme la seule école publique de Floride, réservée aux personnes de sexe masculin et interdite aux personnes de couleur. L'école fut ouverte aux jeunes femmes en 1947, puis aux Afro-Américains en 1958. La même année, l'école de médecine et l'hôpital Shands furent créés. En 1985, l'Université intégra l'Association des universités américaines (Association of American Universities, AAU), une organisation d'enseignement secondaire qui comprend 62 écoles des États-Unis et du Canada, privées et publiques confondues.
C'est à l'université de Floride que fut inventée la boisson énergisante Gatorade, censée rafraîchir les joueurs de football américain durant les pauses.
L'université est au cœur des guerres culturelles menées par le gouverneur Ron DeSantis, qui entend extirper les idées « marxistes » et « wokistes » des universités. Le conseil d'administration de l'université est renouvelé par une majorité d’hommes et de femmes d’affaires soutenant Ron DeSantis, et l'ancien sénateur républicain du Nebraska Ben Sasse est nommé président de l'université.

## Études
L’université est divisée en vingt-deux colleges, propose cent domaines d'études au niveau undergraduate (équivalent aux quatre premières années suivant la fin du lycée) et plus de deux-cents diplômes graduate (équivalent des cursus suivant le M1 dans le système français). Chaque cours undergraduate comprend quatre credit-hours ; au cours d'une année, un étudiant suit environ trente credit-hours. En 2005, les frais de scolarité étaient d'environ 120 dollars par credit-hour pour les résidents de Floride, et 520 dollars pour les autres étudiants.

### Départements
Histoire de l'art, Astronomie, Astrophysique, Biologie, Biotechnologie, Chimie, Informatique, Économie, Anglais, Finance, Français, Allemand, Histoire, Physique, Science politique, Psychologie, Religions, Espagnol/Portugais,…
L’ensemble des bibliothèques compte environ 3 millions de volumes.

## Divers
- L'alligator fut désigné comme mascotte de l'université en 1911.
- Albert the Alligator et Alberta the Alligator sont présents à chaque compétition sportive d'une équipe de l'Université pour l'encourager.
- Un étudiant de l'université est appelé un "Gator".
- Les couleurs de l'école sont l'orange et le bleu.
- Le campus est classé monument historique depuis 1989.
- En 1990, Danny Rolling assassina sauvagement cinq étudiants dans la bourgade universitaire.
- En 2000, l'Université s'est classée au treizième rang du nombre de brevets enregistrés par une université publique ou privée.
- Le stade de football, appelé Ben Hill Griffin, du nom d'un donateur, peut accueillir 93 000 personnes.
- L’université dépense 44 millions de dollars pour le sport chaque année.
- L'équipe de football américain a été sacrée championne de football universitaire en 1996
- En 2006, emmenée par Joakim Noah, l'équipe de basketball a remporté son premier titre de champion universitaire national.
- En 2007, les Gators furent sacrés champions nationaux de "College Football", le championnat de football américain des universités, en vainquant l'équipe de l'université d'Ohio State en finale. C'est la deuxième fois que l'université obtient ce titre, lequel fait également d'elle la première université de l'histoire à être championne de basketball et de football au cours de la même année.
- Depuis 1968, 118 étudiants de l'Université de Floride ont représenté 27 pays au cours de dix Jeux Olympiques, remportant 76 médailles, dont 39 d'or.

## Personnalités liées à l'université

### Professeurs
- Peter Hirschfeld, physicien américain et  professeur émérite.

### Étudiants
- Entreprises
  - Bill France Jr., de NASCAR
  - Al Rosen, propriétaire actuel des Yankees de New York
- Arts, littérature,
  - Rita Mae Brown, une écrivaine américaine
  - Michael Connelly, écrivain américain
  - Jonathan Demme, Oscar du meilleur réalisateur pour Le Silence des agneaux 
  - Carl Hiaasen, écrivain américain
  - Eberhard Jäckel, un historien allemand
  - Stetson Kennedy, écrivain américain
  - Frances Mayes, écrivain américain
  - James Rizzi, artiste peintre du pop art
  - Hugh Wilson, un acteur, producteur, réalisateur et scénariste
  - Edward Yang, un réalisateur et scénariste, figure de la nouvelle vague taïwanaise
- Musicien
  - Stephen Stills, chanteur, compositeur et guitariste, membre des groupes Buffalo Springfield et CSNY
- Acteur
  - Darrell Hammond, acteur, Saturday Night Live
  - Faye Dunaway, Oscar de la meilleure actrice pour le film Network
  - Bob Vila, acteur, réalisateur et producteur
- Sport
  - Jason Williams, joueur de basket-ball
  - Erin Andrews, journaliste et une présentatrice sportive
  - Walter Dix, athlète
  - Joakim Noah, joueur de basket-ball
  - Chandler Parsons, joueur de basket-ball
  - Corey Brewer, joueur de basket-ball
  - Bradley Beal, joueur de basket-ball
  - Rodney Mullen, un skateboarder professionnel
  - Frank Shorter, olympiques
  - Emmitt Smith, joueur de football américain
  - Dara Torres, nageuse olympique
  - Abby Wambach, joueuse de soccer (football)
  - Colleen Rosensteel (1967-), judokate
- Technologie
  - John Vincent Atanasoff, un physicien, mathématicien et ingénieur américain d'origine bulgare
- Espace
  - William F. Fisher, astronaute
  - Bill Nelson, astronaute
  - Ronald A. Parise, astronaute
  - Norman E. Thagard, astronaute
- Science
  - Archie Carr, un herpétologiste américain
  - Robert Grubbs, un chimiste, le prix Nobel de chimie 2005
  - Shere Hite, une sexologue allemande d'origine américaine
  - Horton Holcombe Hobbs, un zoologiste américain
  - Marshall Nirenberg, le prix Nobel de physiologie ou médecine 1968
  - Gilbert Stork, un chimiste
- Politique, diplomatie
  - Philip Agee, un agent de la Central Intelligence Agency
  - Charles O. Andrews, sénateur démocrate
  - Reubin O'D. Askew, gouverneur
  - C. Farris Bryant, gouverneur
  - Lawton M. Chiles, Jr., gouverneur, sénateur démocrate
  - Stan Dromisky, législature du Canada
  - John Porter East, sénateur républicain
  - D. Robert Graham, sénateur démocrate, gouverneur
  - William Luther Hill, sénateur démocrate
  - Spessard Holland, sénateur démocrate
  - Connie Mack III, sénateur républicain
  - Buddy MacKay, gouverneur
  - Daniel T. McCarty, gouverneur
  - J. Wayne Mixon, gouverneur
  - Bill Nelson, sénateur démocrate
  - George Smathers, sénateur démocrate
  - Fuller Warren, gouverneur
- Militaire
  - Joseph Kittinger, pilote United States Air Force
  - Paul Tibbets, pilote du bombardier B-29 Enola Gay
- Mannequinat
  - Lauren Anderson, un modèle de charme et une actrice